# Varennes-Changy
Varennes-Changy és un municipi francès, situat al departament del Loiret i a la regió de Centre – Vall del Loira. L'any 2007 tenia 1.472 habitants.

## Demografia

### Població
El 2007 la població de fet de Varennes-Changy era de 1.472 persones. Hi havia 594 famílies, de les quals 165 eren unipersonals (69 homes vivint sols i 96 dones vivint soles), 207 parelles sense fills, 184 parelles amb fills i 38 famílies monoparentals amb fills.
La població ha evolucionat segons el següent gràfic:
Habitants censats

### Habitatges
El 2007 hi havia 820 habitatges, 619 eren l'habitatge principal de la família, 134 eren segones residències i 67 estaven desocupats. 796 eren cases i 18 eren apartaments. Dels 619 habitatges principals, 499 estaven ocupats pels seus propietaris, 109 estaven llogats i ocupats pels llogaters i 12 estaven cedits a títol gratuït; 5 tenien una cambra, 35 en tenien dues, 155 en tenien tres, 151 en tenien quatre i 273 en tenien cinc o més. 485 habitatges disposaven pel capbaix d'una plaça de pàrquing. A 268 habitatges hi havia un automòbil i a 294 n'hi havia dos o més.

### Piràmide de població
La piràmide de població per edats i sexe el 2009 era:
| Homes | Edats   | Dones |
| ----- | ------- | ----- |
| 0     | 95 o +  | 8     |
| 0     | 90 a 94 | 12    |
| 16    | 85 a 89 | 20    |
| 20    | 80 a 84 | 24    |
| 56    | 75 a 79 | 60    |
| 16    | 70 a 74 | 44    |
| 56    | 65 a 69 | 40    |
| 36    | 60 a 64 | 48    |
| 40    | 55 a 59 | 36    |
| 48    | 50 a 54 | 32    |
| 48    | 45 a 49 | 44    |
| 32    | 40 a 44 | 16    |
| 28    | 35 a 39 | 44    |
| 28    | 30 a 34 | 32    |
| 48    | 25 a 29 | 32    |
| 20    | 20 a 24 | 16    |
| 36    | 15 a 19 | 36    |
| 16    | 10 a 14 | 40    |
| 48    | 5 a 9   | 40    |
| 32    | 0 a 4   | 12    |

## Economia
El 2007 la població en edat de treballar era de 847 persones, 624 eren actives i 223 eren inactives. De les 624 persones actives 558 estaven ocupades (294 homes i 264 dones) i 66 estaven aturades (27 homes i 39 dones). De les 223 persones inactives 97 estaven jubilades, 59 estaven estudiant i 67 estaven classificades com a «altres inactius».

### Ingressos
El 2009 a Varennes-Changy hi havia 641 unitats fiscals que integraven 1.524 persones, la mediana anual d'ingressos fiscals per persona era de 17.772 €.

### Activitats econòmiques
Dels 75 establiments que hi havia el 2007, 1 era d'una empresa alimentària, 7 d'empreses de fabricació d'altres productes industrials, 16 d'empreses de construcció, 22 d'empreses de comerç i reparació d'automòbils, 6 d'empreses de transport, 2 d'empreses d'hostatgeria i restauració, 2 d'empreses d'informació i comunicació, 3 d'empreses financeres, 1 d'una empresa immobiliària, 8 d'empreses de serveis, 5 d'entitats de l'administració pública i 2 d'empreses classificades com a «altres activitats de serveis».
Dels 23 establiments de servei als particulars que hi havia el 2009, 1 era una oficina de correu, 1 una oficina bancària, 4 tallers de reparació d'automòbils i de material agrícola, 2 paletes, 2 guixaires pintors, 2 fusteries, 2 lampisteries, 4 electricistes, 2 perruqueries, 2 restaurants i 1 agència immobiliària.
Dels 7 establiments comercials que hi havia el 2009, 1 era un supermercat, 1 una gran superfície de material de bricolatge, 2 botiges de menys de 120 m², 1 una botiga de menys de 120 m², 1 una fleca i 1 una joieria.
L'any 2000 a Varennes-Changy hi havia 20 explotacions agrícoles que ocupaven un total de 1.364 hectàrees.

## Equipaments sanitaris i escolars
L'únic equipament sanitari que hi havia el 2009 era una farmàcia.
El 2009 hi havia una escola elemental.

## Poblacions més properes
El següent diagrama mostra les poblacions més properes.